# Ciro Gomes

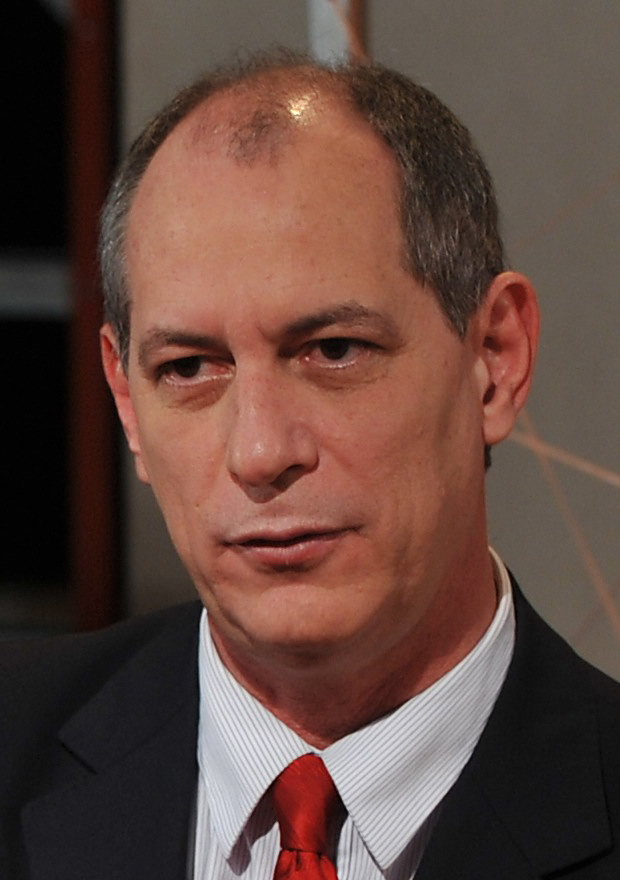
Ciro Gomes

Ciro Ferreira Gomes (* 6. November 1957 in Pindamonhangaba, São Paulo) ist ein brasilianischer Politiker, war von 1992 bis 1994 Finanzminister des Landes und ist viermaliger Präsidentschaftskandidat.

## Herkunft
Gomes entstammt der portugiesischen Einwandererfamilie Ferreira Gomes, einer Oligarchenfamilie, die sich als Kleinhändler und Beamte später im Ceará niederließen und seit der Unabhängigkeit des Kaiserreichs Brasilien auch als Kommunal- und Provinzpolitiker tätig war. Sein Vater war der Rechtsanwalt José Euclides Ferreira Gomes Júnior (1918–1996), seine Mutter die aus São Paulo stammende Maria José Santos (1928–2015). 1961 zog seine Familie nach Sobral. Zwei seiner vier Brüder wurden ebenfalls Politiker: Cid Gomes und Ivo Gomes.

## Politische Laufbahn
Gomes ist ein Parteienwechsler, die PDT ist bereits die siebte Partei bei seinen Kandidaturen ab 2015. Sie verhalfen ihm jeweils zu Wahlämtern: Von 1980 bis 1983 PDS, Partido Democrático Social, dann 1983 bis 1988 PMDB, Partido do Movimento Democrático Brasileiro, für den er vom 1. Februar 1983 bis 16. Dezember 1988 Abgeordneter der Legislativversammlung von Ceará war. Dann von 1988 bis 1996 PSDB, Partido da Social Democracia Brasileira, vom 1. Januar 1989 bis 2. April 1990 als 43. Stadtpräfekt (Bürgermeister) von Fortaleza. Vom 15. März 1991 bis 6. September 1994 war er 52. Gouverneur von Ceará und vom 6. September 1994 bis 1. Januar 1996 Finanzminister Brasiliens in der Regierung von Itamar Franco.
Von 1996 bis 2005 war er Mitglied des PPS, Partido Popular Socialista und wurde hier von Luiz Inácio Lula da Silva für die Zeit vom 1. Januar 2003 bis 31. März 2006 zum 6. Minister für Nationale Integration berufen. Von 2005 bis 2013 gehörte er dem PSB, Partido Socialista Brasileiro, an und war vom 1. Februar 2007 bis 1. Februar 2011 eine Legislaturperiode lang Abgeordneter seines Bundesstaates in der Abgeordnetenkammer. Von 2013 bis 2015 war er zur PROS, Partido Republicano da Ordem Social gewechselt.
Privatwirtschaftlich war er zwischenzeitlich für die Transnordestina Logística und dem Mutterkonzern Companhia Siderúrgica Nacional tätig.
2022 trat er für den Partido Democrático Trabalhista (PDT) zur Präsidentschaftswahl 2022 an. Er hatte sich bereits 2018 zur Wahl gestellt.

## Präsidentschaftswahl 1998
| Wahl | Kandidat   | 1. Wahlgang | 1. Wahlgang | 2. Wahlgang   | 2. Wahlgang   |
| Wahl | Kandidat   | Stimmen     | % Prozent   | Stimmen       | % Prozent     |
| ---- | ---------- | ----------- | ----------- | ------------- | ------------- |
| 1998 | Ciro Gomes | 7.426.187   | 10,996 %    | ausgeschieden | ausgeschieden |

## Präsidentschaftswahl 2002
| Wahl | Kandidat   | 1. Wahlgang | 1. Wahlgang | 2. Wahlgang   | 2. Wahlgang   |
| Wahl | Kandidat   | Stimmen     | % Prozent   | Stimmen       | % Prozent     |
| ---- | ---------- | ----------- | ----------- | ------------- | ------------- |
| 2002 | Ciro Gomes | 10,170,882  | 11.972 %    | ausgeschieden | ausgeschieden |

## Präsidentschaftswahl 2018
| Wahl | Kandidat   | 1. Wahlgang | 1. Wahlgang | 2. Wahlgang   | 2. Wahlgang   |
| Wahl | Kandidat   | Stimmen     | % Prozent   | Stimmen       | % Prozent     |
| ---- | ---------- | ----------- | ----------- | ------------- | ------------- |
| 2018 | Ciro Gomes | 13.344.371  | 12,47 %     | ausgeschieden | ausgeschieden |

## Präsidentschaftswahl 2022
| Wahl | Kandidat   | 1. Wahlgang | 1. Wahlgang | 2. Wahlgang   | 2. Wahlgang   |
| Wahl | Kandidat   | Stimmen     | % Prozent   | Stimmen       | % Prozent     |
| ---- | ---------- | ----------- | ----------- | ------------- | ------------- |
| 2022 | Ciro Gomes | 3.599.196   | 3,04 %      | ausgeschieden | ausgeschieden |

Mit 3,04 % der gültigen Stimmen erreichte Gomes den vierten Platz.

## Schriften
Ciro Gomes publizierte einige Bücher wirtschaftspolitischen Inhalts:
- No País dos Conflitos. Zusammen mit Miriam Leitão. Editora Revan, Rio de Janeiro 1994, ISBN 85-7106-069-X.
- O Próximo Passo. Uma Alternativa Prática ao Neoliberalismo. Zusammen mit Roberto Mangabeira Unger. Editora Topbooks, 1996, ISBN 85-86020-36-2.
- Um Desafio Chamado Brasil. Editora Record, 2002, ISBN 85-200-0549-7.
- Projeto nacional: o dever da esperança. Editora Leya, 2020, ISBN 978-65-5643-003-4.